# Peripsychoda fragilis
Peripsychoda fragilis és una espècie d'insecte dípter pertanyent a la família dels psicòdids.

## Descripció
- Femella: ulls separats per dues facetes de diàmetre; sutura interocular arrodonida i amb un engruiximent; vèrtex de 2-2,5 vegades l'amplada del pont ocular; occipuci una mica prominent; front amb una àrea triangular pilosa; primer segment dels palps cilíndric; antenes d'1,09 mm de longitud i amb l'escap dues vegades la mida del pedicel; ales d'1,60-1,82 mm de llargària i 0,65-0,75 mm d'amplada, amb la vena subcostal acabant lliure (no pas unida a R1); fèmur més llarg que la tíbia; placa subgenital amb el lòbul apical en forma de "V"; espermateca lleugerament reticulada a la seua superfície basal.
- El mascle no ha estat encara descrit.[3]

## Distribució geogràfica
És un endemisme de Nova Guinea.